# Stora Stockelidvattnet
Stora Stockelidvattnet är en sjö i Lilla Edets kommun i Bohuslän och ingår i Bäveåns huvudavrinningsområde.